# Karl Bull
Karl Bull (* 4. Dezember 1911; † 29. November 1984) war ein norwegischer Skispringer.

## Werdegang
Bull gewann bei den Norwegischen Meisterschaften 1935 die Silbermedaille im Einzelspringen.